# Consistori del Gay Saber

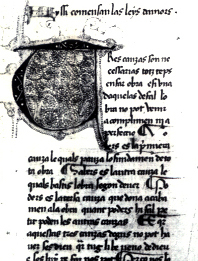
L'incipit della prima pagina delle Leys d'amor

Il Consistori del Gay (o Gai) Saber (vale a dire "Concistoro della Gaia Scienza"), detto oggi comunemente Consistori de Tolosa, fu un'accademia poetica fondata a Tolosa nel 1323 per far rivivere e perpetuare la tradizione poetica della lirica trobadorica.

## Fondazione
Il Consistori venne fondato da sette letterati di estrazione borghese, i quali stilarono un manifesto, in versi occitani, in cui si garantiva la premiazione della poesia in stile trobadorico, vale a dire emulando la lingua del periodo classico dei trovatori (1160–1220 ca.). L'accademia venne inizialmente chiamata Consistori dels Sept Trobadors ("Concistoro dei Sette Trovatori") o Sobregaya Companhia dels Set Trobadors de Tolosa ("Gaissima Compagnia dei sette Trovatori di Tolosa"). Nel suo pervicace intento di promuovere questa koinè letteraria estinta, nell'ambito dei dialetti del XIV secolo in fase evolutiva, il Consistori si trovò a percorrere un lungo cammino per poter preservare la memoria dei trovatori alla posterità, trasmettendo così agli studiosi di là a venire una terminologia a carattere enciclopedico per un'analisi filologica e storiografica della poesia lirica occitana. Chaytor credeva che il Consistori fosse nato "da incontri informali dei poeti tenutisi in anni precedenti".
Il Consistori era presieduto da un cancelliere e sette giudici o mantenedors (sostenitori). Nel 1390 Giovanni I di Aragona, uno dei primissimi umanisti del Rinascimento a sedere su un trono europeo, istituì il Consistori de Barcelona a imitazione dell'accademia tolosana.

## Attività
Il Consistori bandiva un agone poetico annuale dove, tra i partecipanti, il "poeta più eccellente" (plus excellen Dictador), avrebbe ricevuto la violeta d'aur (violetta d'oro) per la poesia o cançó giudicata migliore. Gli altri premi, devoluti per altre particolari forme poetiche, erano ugualmente floreali, portando successivamente gli studiosi a definire le competizioni Jocs Florals. La migliore dança fruttava al suo creatore un flor de gaug d'argen fi (fine tagete d'argento), e a chi declamava il migliore sirventés, pastorèla o vergièra veniva assegnato un flor d'ayglentina d'argen (rosa canina d'argento).
Il 3 maggio 1324 il primo premio venne consegnato ad Arnaut Vidal de Castelnou d'Ari per il suo sirventes in elogio alla Vergine Maria. Le competizioni si tennero in modo discontinuo fino al 1484, allorché l'ultimo premio venne consegnato ad Arnaut Bernart de Tarascon. Di questo periodo di 160 anni sopravvive il ricordo documentale di circa un centinaio di premi. Durante questo secolo e mezzo circa, il Consistori vide la partecipazione di poeti e letterati, uomini e donne, provenienti dal sud dei Pirenei e dal nord dell'Occitania. In non si sa quale anno, forse il 1385, un'anonima donna catalana propose al giudizio dei sette mantenedors un planh che aveva per tema la sorte di una donna fedele al suo amante, rimasto assente per molti anni.
Per poter giudicare questi agoni poetici, il Consistori per prima cosa commissionò una grammatica occitana, la quale prescriveva norme e stilemi poetici consentiti. Il primo redattore fu Guilhem Molinier, le cui Leys d'amor vennero completate tra il 1328 e il 1337, passando attraverso due stesure successive. Molti altri trattati grammaticali e commenti vennero redatti da poeti associati al Consistori.

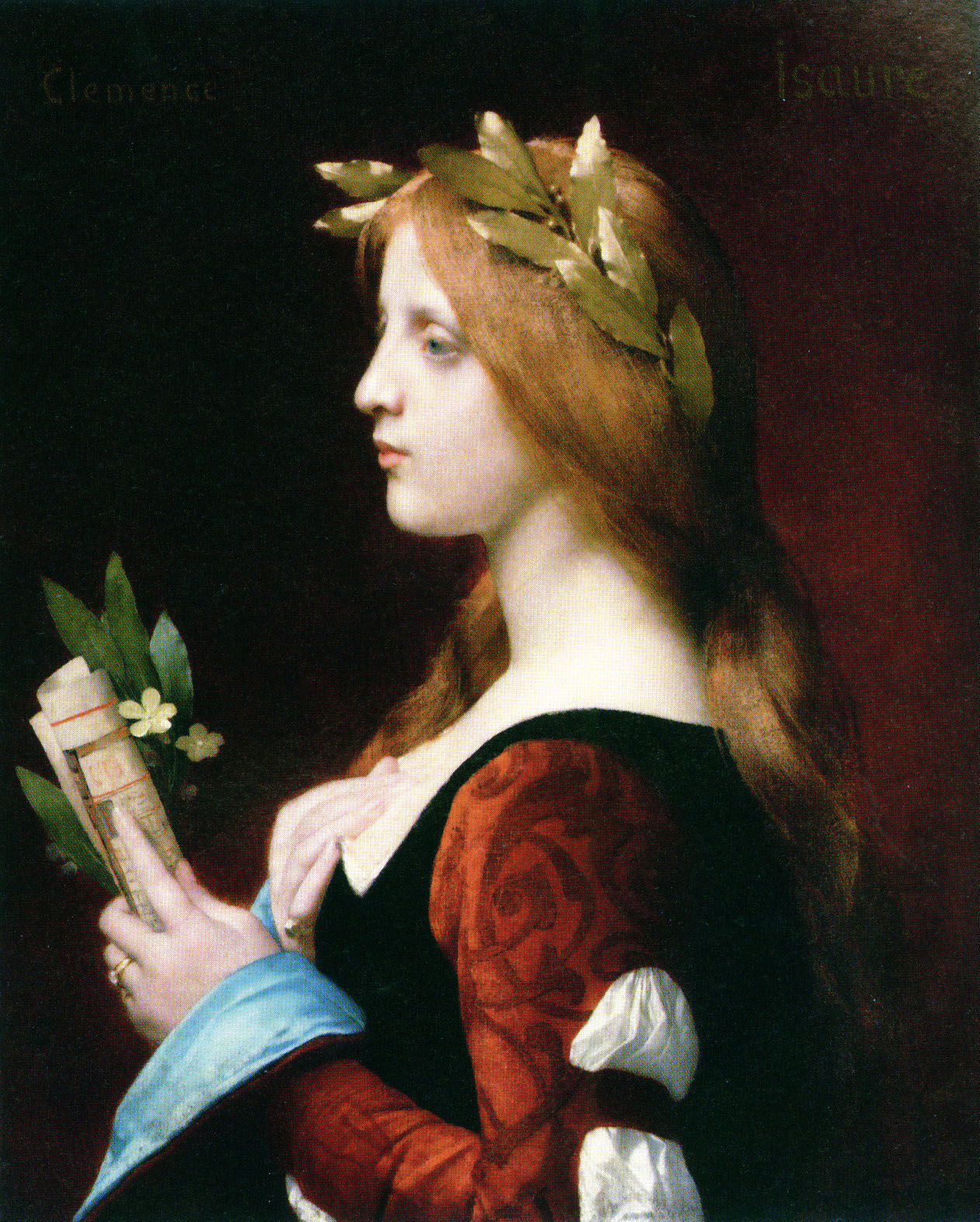
Clemence Isaure (Clemença Issaura), mitica patrocinatrice dei Jocs Florals, di Jules Joseph Lefebvre

A cominciare dal 1471 il Consistori viene a perdere il suo carattere occitano. La violetta d'oro viene consegnata a Peire de Janilhac motivando il fatto che n'ostan qu'el fos Francés, per so que dictec e·l lengatge de Tholosa, vale a dire "nonostante fosse francese, dato che egli ha composto comunque nella lingua di Tolosa. Nel 1513 il Consistori viene a essere trasformato in Collège de rhétorique et de poésie françaises (Collegio di poesia e retorica francese). Nel 1554 il collegio non poteva che consegnare la rosa canina d'argento a Pierre de Ronsard, il più grande poeta francese della sua generazione, per i suoi Amours. Durante l'Illuminismo, Fabre d'Églantine ricevette questo soprannome a causa della rosa canina che l'accademia gli concesse ai jeux floraux (giochi floreali). Nel 1694 il Consistori fu ribattezzato Académie des Jeux floraux, fondata da Luigi XIV. Successivamente, Victor Hugo venne premiato al jeux. L'accademia esiste ancora oggi.

## Carattere ed eredità
Il Consistori, nel suo tentativo reazionario di preservare qualcosa che non era ormai più attuale, veniva spesso ad accreditare e sostenere una forma monotona di poesia priva di vitalità e sentimento. In parte, tuttavia, ciò può essere imputato all'Inquisizione e alla paura di essere etichettati come immorali o, ancor peggio, come eretici. L'amor cortese, con tutte le sue connotazioni adulterine ed extraconiugali, era un tema piuttosto raro per i trovatori associati a Tolosa, contrariamente ai temi religiosi, specialmente mariani. Anche riguardo ai temi religiosi, comunque, i loro lavori sono privi di "energia", se paragonati a quelli degli ultimi trovatori del XIII secolo, come Cerverí de Girona, scrittore prolifico a tale riguardo. I tolosani peccano di mancanza di originalità e per questa ragione saranno sottovalutati dalle successive generazioni. Il loro isolamento e il loro classicismo li taglia fuori dai movimenti letterari che danno vita ad altri idiotismi e correnti letterarie, come il Dolce Stil Novo e il Rinascimento in lingua italiana e il lavoro di Ausiàs March in lingua catalana.
Martín de Riquer è estremamente critico verso la escòla poetica de Tolosa, alla quale attribuisce una tematica troppo limitata, gravata ancor più da una concezione ristretta dell'arte e da biasimevoli imposizioni limitanti la forma e il contenuto poetico. Essa influenzerà la poesia catalana con l'esportazione di occitanismi e dando sostegno a un linguaggio letterario antiquato, fino a che le tendenze letterarie italiane non vennero a diffondersi lungo le rotte occidentali del mar Mediterraneo fornendogli nuova linfa vitale. Egli paragona questa "sterilità" al neoclassicismo francese e alla "tirannia del suo noioso alessandrino".
La Gaia Scienza di Friedrich Nietzsche (1882) trasse ispirazione da questo riferimento letterario.

## Trovatori ad essa associati
- Arnaut Bernart de Tarascon, vinse la violetta nel 1484
- Arnaut Vidal de Castelnou d'Ari, vinse la violetta nel 1324
- Bernart de Panassac, membro fondatore
- Bernat de Palaol, perse una tenzone con Rovira nel 1386
- Bertran del Falgar, "incoronato" vincitore in non si sa quale anno
- Bertran de Payna, "incoronato" vincitore in non si sa quale anno
- Bertran de Sant Roscha, "incoronato" vincitore  per tre volte
- Gaston III di Foix, vinse la "joia" in non si sa quale anno
- Germà de Gontaut, sostenitore nel 1355 e 1386
- Guilhem Molinier, primo rettore, scrisse le norme (Leys)
- Guillem Bossatz d'Aorlayachs, vinse la rosa canina e venne "incoronato"
- Guillem Vetzinas, vincitore "segnalato" in non si sa quale anno
- Jacme Rovira, vinse una tenzone con Palaol nel 1386
- Jaume de Tolosa, "incoronato" vincitore in non si sa quale anno
- Joan Blanch, vinse la violetta nel 1360 ca.
- Joan de Castellnou, completò la stesura finale delle Leys intorno al 1355
- Lorenç Mallol, presentò un verso figurato alla competizione
- Luys Ycart, partecipò in non si sa quale anno
- Peire Duran de Limoux, vinse la violetta nel 1373
- Peire de Ladils, collaborò con Raimon de Cornet
- Peire de Monlasur, collaborò con Peire Duran
- Raimon de Cornet, chiamato l'esprit le plus brillant (lo spirito più brillante) del Consistori
- Ramenat Montaut, vinse la "joia" in non si sa quale anno
- Ramon Galbarra, sostenitore nel 1355 e 1386